# Vincenzo di Benedetto di Chele Tamagni

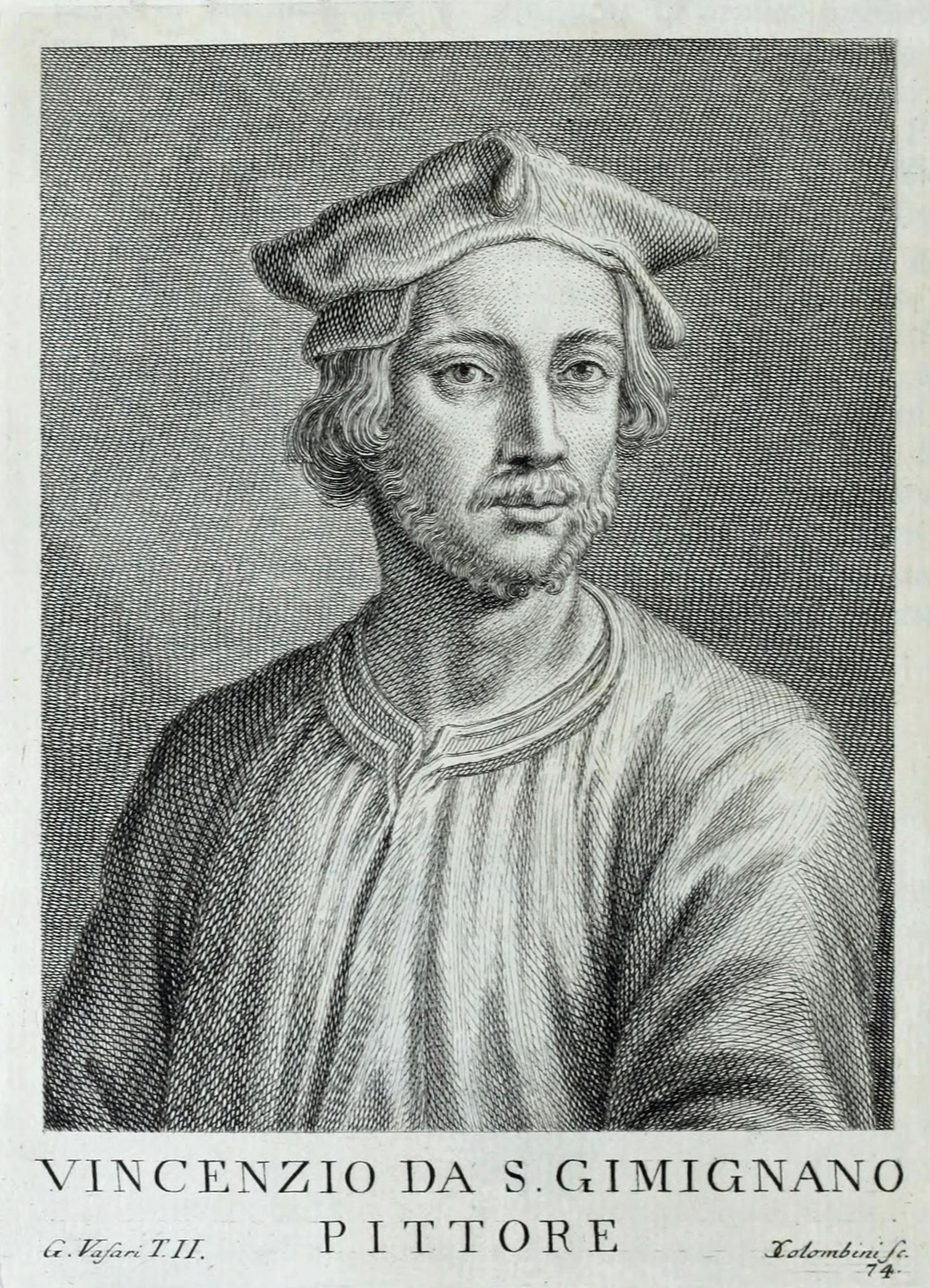
Vincenzo di Benedetto di Chele Tamagni

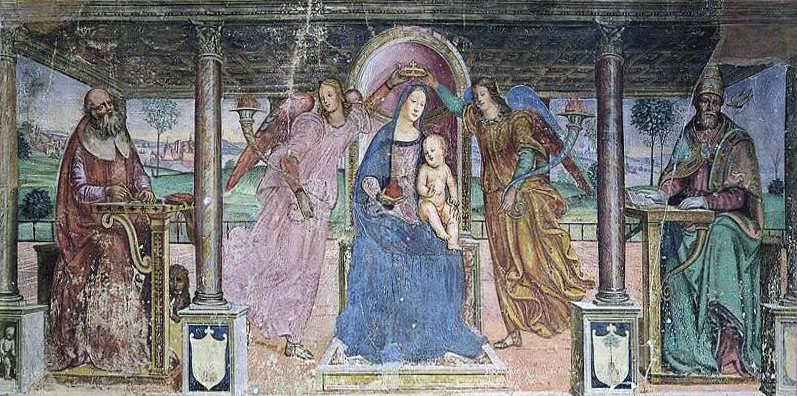
Madonna in trono col Bambino, angeli e Santi

Vincenzo di Benedetto di Chele Tamagni (* 10. April 1492 in San Gimignano; † um 1530 ebenda; auch Vincenzo da San Gimignano oder Vincenzo Tamagni) war ein italienischer Maler.

## Leben
Gimignano arbeitete von 1510 bis 1512 in Montalcino und ging dann nach Rom, wo er Gehilfe Raffaels wurde und für diesen in den Loggien des Vatikans tätig war. Nach Raffaels Tod malte er in seiner Heimatstadt eine Madonna mit Heiligen für San Girolamo und die Geburt der Maria für Sant’Agostino.
Dann kehrte er nach Rom zurück, von wo ihn jedoch die Plünderung der Stadt (1527) wieder vertrieb. Er ging nach San Gimignano und malte dort im Refektorium von Santa Caterina die Vermählung der hl. Katharina und für Sant’Agostino eine Madonna mit Engeln und Heiligen (Pestaltar) und einen Heiligkreuzaltar. In den Staatlichen Museen Berlin (Gemäldegalerie) wird ihm eine Predellentafel zugeschrieben. Er starb nach 1530 in San Gimignano. Giorgio Vasari widmete ihm eine Lebensbeschreibung (1550/1568).